# Nibelung III
Nibelung III est un comte au IXe siècle de la famille des Nibelungides, fils probable de Nibelung II ou de Childebrand II et d'une noble de la famille des Guilhemides.

## Biographie
Il possède en 818 des biens à Baugy, terre détachée de Perrecy, dans l'Autunois, ce qui implique une parenté avec Nibelung Ier, possesseur de cette terre.
On ne sait rien d'autre de ce comte, qui est peut-être père de :
- Nibelung IV, comte de Vexin ;
- Théodoric, comte dans le Vermandois.